# Borghild Holmsen
Borghild Holmsen, née le 22 octobre 1865 à Kråkstad – morte le 4 décembre 1938 à Bergen, est une pianiste, critique musicale et compositrice norvégienne.

## Biographie
Borghild Holmsen étudie le piano avec Agathe Backer Grøndahl et Otto Winter-Hjelm, puis continue ses études avec Carl Reinecke et Salomon Jadassohn à Leipzig et avec Albert Becker à Berlin.
Elle fait ses débuts en 1890 à Oslo, alors nommée Christiania, après une tournée de pianiste de concert en Europe et aux États-Unis. Après avoir mis un terme à sa carrière de concertiste, elle enseigne le piano et la théorie musicale au conservatoire de Bergen, où Harald Sæverud était l’un de ses élèves. Elle a écrit des articles de critique musicale pour les journaux de Bergen Bergens Aftenblad et Bergens Arbeiderblad,. Borghild Holmsen a également mis en place une bibliothèque musicale dans la même ville.

## Œuvres
- Violin Sonata op. 10
- Barcarolle no 1 op. 1
- Scherzo no 2 op. 1